# Pianezzo
Pianezzo är en ort i kommunen Bellinzona i kantonen Ticino, Schweiz. 
Pianezzo var tidigare en egen kommun, men den 2 april 2017 inkorporerades Pianezzo och elva andra kommuner i Bellinzona.